# Ханаанско куче
Ханаанското куче (на иврит: כלב כנעני) е порода кучета, произхождаща от Израел.
Използвани са като овчарско куче и принадлежат към една от най-древните групи кучета – шпицовете. Не се знае откога съществуват, но се използват вече хилядолетия в Арабия и Близкия изток. Голям принос за популяризирането им има киноложката Рудолфина Менцел, благодарение на която днес породата е много популярна в САЩ и другаде по света. Обявена е за национално куче на Израел.

## История
Ханаанското куче съществува от много време. Според легендата породата е създадена от Иезавел, жената на израелския цар Ахав. Израилтяните са я използвали да пази добитъка и като пощенско куче в армията. Куче от тази порода присъства в много истории, една от които е тази за Александър Велики. Пренесена е в Америка през 1930-те от д-р Рудолфина Менцел, която написва и първия ѝ стандарт, одобрен през 1966 от МФК. През 1997 AKC също признава породата.

## Външен вид
Ханаанското куче е средно по размер куче със силно телосложение и будно изражение, чийто ефект се подсилва от изправените уши. Козината е права и твърда, от средна до дълга, а подкосъмът е гъст. Цветът може да бъде различен – черно-бял, пъстър, кремав, червеникаво кафяв или черен. Теглото е 14 – 22 кг, а ръста – 50 – 60 см.

### Поддръжка на външния вид
Има средно ниво изисквания за поддръжка на външния вид. Нужно е един път в седмицата да се разресва козината, за да се поддържа добрия ѝ вид. Линеенето продължава през цялата година, като по време на някои сезони то намалява. Когато линеенето стане по-обилно, трябва да се зачести разресването и другите грижи за външния вид.

## Темперамент
Ханаанското куче е предано, любвеобилно, вярно и нетърпеливо по характер. Интелигентно е и може да бъде манипулативно и упорито ако иска и това го прави по-подходящо за стопани с опит в отглеждането на кучета. Не е ревниво и е независимо и приспособимо. Високата му интелигентност изисква умствени упражнения и ако му доскучае, то може да се държи лошо.
Представителите на породата са недоверчиви и бдителни в присъствието на непознати. Това им качество ги прави добри пазачи. Разбират се добре с деца, особено с тези, с които са отраснали, но могат да проявят агресия в присъствието на други кучета. Обичат да преследват малки животни, освен ако не са отгледани с тях. Други страсти на ханаанското куче са копаенето и лаенето.

## Здраве
Ханаанското куче живее средно между 12 и 15 години. Засяга се от много болести, част от които са проблеми с щитовидната жлеза и припадъци. Като цяло то е сравнително здраво куче, което страда от малко болести. Възрастните екземпляри задължително трябва да имат CERF и OFA сертификати за здравословно състояние.